# RTV (Indonezja)
RTV (Rajawali Televisi, zapis stylizowany: rtv), dawniej B-Channel – indonezyjska stacja telewizyjna. Została uruchomiona w 2009 roku.